# Argyrotheca cistellula
Argyrotheca cistellula är en armfotingsart som först beskrevs av Searles-Wood 1841. Enligt Catalogue of Life ingår Argyrotheca cistellula i släktet Argyrotheca och familjen Megathyrididae, men enligt Dyntaxa är tillhörigheten istället släktet Argyrotheca och familjen Megathirididae. Enligt den svenska rödlistan är arten otillräckligt studerad i Sverige. Arten förekommer i Götaland. Artens livsmiljö är havet. Inga underarter finns listade i Catalogue of Life.